# Yohannes II
Pour les articles homonymes, voir Yohannès.
Yohannes II (1699 - 18 octobre 1769), (Ge'ez ዮሓንስ), négus d'Éthiopie en 1769, membre de la Dynastie salomonide. 

## Règne
Dernier fils de Iyasou le Grand et frère des empereurs Tekle Haimanot Ier, Dawit III et Bacaffa. Il monte sur le trône après la déposition de son petit-neveu Yoas Ier le 7 mai 1769. Il est couronné le 10 mai suivant et meurt empoisonné le 18 octobre 1769 sur l'ordre du ras Mikael Sehul du Tigré qui le manipulait.

## Contexte
Selon James Bruce, pendant le règne de son frère Bacaffa (1721-1730), celui-ci disparut et la rumeur de sa mort circula. Qegnazmach Giyorgis fait alors sortir Yohannès de la prison royale de Wehni (en) et pour le mettre sur le trône, mais avant que Yohannès ne soit proclamé empereur, Bacaffa réapparait et ordonne que les deux hommes soient punis pour la présomption de sa mort. Giyorgis et Yohannes sont condamnés à mort . 
Cependant, dans son édition sur le travail de Bruce, Alexander Murray a remplacé les mots de Bruce par un résumé de la Chronique Royale, dans lequel Yohannes a perdu une main en tentant de s'échapper de Wehni avant cet événement. Au lieu de cela, avec les autres prisonniers royaux de Wehni, il a refusé de descendre et d'être fait empereur.
En aucun cas, Yohannès ne devient empereur dans les années 1720 et 1730. Puis, plus tard, après le meurtre d'Yoas Ier en 1769, Ras Mikaël Sehul convoque Yohannès le grand-oncle de l'empereur défunt, qui résidait à  Wehni, et bien qu'il ait au moins soixante-dix ans et le présente au conseil royal pour le trône. Un des conseillers objecte qu'il manque une main à Yohannès (coupée en punition de sa tentative d'évasion), Mikaël réplique que s'il a besoin de monter à cheval, lui-même se fait fort de l'aider.
Mikaël donne en mariage à Yohannès une de ses propres petites-filles, Waletta Selassié.
Ernest Alfred Thompson Wallis Budge résume le règne de Yohannès II ainsi :
« Yohannès a détesté toutes les affaires militaires et a refusé de marcher avec l'armée. Après s'être caché, il a supplié Michael de le renvoyer à Wahni. Michael était tenu de marcher avec ses troupes, mais voyant que ce serait fatal pour son intention de laisser un roi comme Yohannès à Gondar, il le fit empoisonner un matin au petit déjeuner. »

### Sources
- Histoire Générale de l'Afrique Noire, vol. I, Paris, P.U.F, 1970, 414 p. (ASIN B005KH1886). .